# جوزيف دبليو. وايت
جوزيف دبليو. وايت (بالإنجليزية: Joseph W. White)‏ هو محامي وسياسي أمريكي، ولد في 2 أكتوبر 1822 في الولايات المتحدة، وتوفي في 6 أغسطس 1892 في نفس البلد. حزبياً، نشط في الحزب الديمقراطي. وقد انتخب عضو مجلس النواب الأمريكي.